# Muraena helena
Muraena helena é uma espécie de peixes anguiliformes da família Muraenidae. Não se conhecem subespécies validamente descritas.

## Descrição
A espécie M. helena tem um corpo alongado, serpentiforme, parecido a enguia, que pode alcançar um comprimento de 1,5 metros e pesar mais de 15 kg. A coloração da pele varia do cinzento ao castanho escuro, com pequenas manchas. A pele é viscosa e sem escamas.
A espécie carece de barbatanas peitorais e as aberturas branquais estão reduzidas a pequenos orifícios. A barbatana dorsal começa atrás da cabeça e prolonga-se ininterruptamente até à barbatana caudal, a qual está fundida com a barbatana anal.
Os dentes são grandes e, como ocorre noutras moreias, pontiagudos. A boca é grande e robusta, prolongando-se para atrás das guelras.
A espécie habita nas águas costeiras do Oceano Atlântico oriental, desde as Ilhas Britânicas à costa do Senegal, estando também presente nas águas de Cabo Verde, Canárias, Madeira e Açores, e no Mar Mediterrâneo.
Prefere os fundos rochosos e vive em profundidades entre os 5 e os 80 metros. É uma espécie solitária e territorial que passa a maior parte do dia em cavidades e gretas entre as rochas, estando mais activa durante a noite. Caça peixes, caranguejos e cefalópodes, mas também se alimenta de animais mortos.
A reprodução é pouco conhecida, sabendo-se que em cada postura produzem cerca de 60 000 ovos, libertados em águas abertas.
Um crustáceo parasita, o tremátodo Folliculovarium mediterraneum e o platelminta (Digenea) Lecithochirium grandiporum são parasitas de M. helena.
A mordedura é venenosa devido a uma secreção hemolítica da sua mucosa palatina.
A espécie é pescada comercialmente, sendo consumida frita. A pele é utilizada para fazer um couro decorativo.